# سوني إريكسون W205

## سوني إريكسون W205
سوني إريكسون W205 هو جهاز صنعة مركز علي الموسيقي، أعلن عنة لأول مرة يوم 7 أبريل 2009 تحت العلامة التسويق «الهاتف الوكمان الأول».
«إن W205 مثالي لأولئك الذين يحبون الموسيقى المحمولة ولكن لم يكن لديه تجربة الهاتف الوكمان».
هذا ما قالة Timo Maassmann مدير التسويق في سوني إريكسون.
جهاز منزلق 1.8 بوصة، شاشة ملونة، كاميرا 1.3 ميجا بكسل زائد تقريب رقمي 2.2x وتسجيل فيديو.
و أيضا يوجد به لاعب وكمان الذي يدعم إم بي 3 وAAC، قوائم التشغيل، خلط الأغاني وصورة الألبوم وتحديد المسار من خلال سوني إريكسون خاصية TrackID ومتصفح ويب Opera mini أوبرا ميني.
و أيضا يحتوي على راديو مع RDS وهوائي مدمج ويتم توفير تسجيل مسارات من الراديو ويمكن استخدامها كنغمة رنين.
إن الجهاز يحتوي على 5 ميجا مساحة داخلية أو ما يصل إلي 2 جيجا من المساحة الخارجية باستخدام بطاقات الذاكرة من نوع (M2).
الهاتف يأتي في ألوان مختلفة: الأسود المحيطة، أبيض كريمي، والوردي والأزرق العاصف.
وقت التحدث يصل إلي 9 ساعات وتشغيل الموسيقي 13 ساعة.